# Robeyoncé Lima
Robeyoncé Lima (Recife, 17 de outubro de 1988) é uma advogada, ativista e política brasileira. Foi reconhecida pela Ordem dos Advogados do Brasil como a primeira advogada trans das regiões Norte e Nordeste e a segunda a habilitar-se para a função no país. Repercutiu na mídia ao retificar o nome civil nos documentos profissionais, conquistando o direito pleno de utilizá-lo na carteira de advogada, uma vez que anteriormente só lhe era permitido o uso do nome social.
Formada em Geografia pela Universidade Federal de Pernambuco (UFPE), obteve projeção em 2016 ao graduar-se, também pela UFPE, no curso de Direito, quando a turma da qual fazia parte foi batizada de "Turma Robeyoncé Lima" em sua homenagem. Após a aprovação na OAB, atuou na advocacia pro bono, auxiliando pessoas LGBTQIA+ no âmbito jurídico.
Nas eleições de 2018 lançou-se em candidatura coletiva encabeçada por Jô Cavalcanti, a qual recebeu mais de 39 mil votos, garantindo a Robeyoncé uma vaga no mandato Juntas, que ocupou uma cadeira na Assembleia Legislativa de Pernambuco enquanto mandato coletivo. Após receber projeção internacional como ativista, fundou, em 2019, na sede da Organização das Nações Unidas, o Global Equality Caucus, rede internacional de parlamentares engajados no combate à discriminação contra pessoas LGBTQIA+.
Em 2022, foi candidata a deputada federal pelo PSOL, quando obteve 80 mil votos, finalizando o pleito como a 21ª candidatura mais votada de Pernambuco para o cargo, não o alcançando em razão do quociente eleitoral. Durante a campanha, foi alvo de ataques transfóbicos descritos como tentativas de "sequestrar o debate político".

## Biografia

### Trajetória e reconhecimento
Nascida em Recife, Robeyoncé foi estudante da rede pública estadual de Pernambuco. Durante a infância, enfrentou problemas familiares e foi abandonada pelo pai, que era dependente do crack. A mãe era empregada doméstica e, devido a alta carga de trabalho, não conseguia passar muito tempo com Lima, que era cuidada pela avó. Em entrevista, contou que costumava ser rejeitada pelas demais crianças por ser diferente, motivo por que se refugiou na leitura e nos estudos, recorrendo aos gibis para passar o tempo.
Afro-brasileira, Lima graduou-se em direito aos 27 anos pela UFPE, instituição que descreveu como "ambiente arejado, onde pôde se desenvolver". Durante o curso, estagiou em diversos órgãos públicos, como Justiça Federal e Petrobrás.
Em 2016, a Faculdade de Direito do Recife batizou a turma em que a ativista finalizou o curso como "Turma Robeyoncé Lima", em sua homenagem. Tal fato repercutiu na mídia nacional, projetando o nome da recém graduada na sociedade. À época, Robeyoncé declarou que a formatura dela representava uma exceção à regra, visto que precisou enfrentar e superar as vulnerabilidades e a marginalização que pesam sobre as pessoas trans no Brasil.
No ano de 2017, foi aprovada no exame da OAB e tornou-se a primeira mulher trans a exercer a advocacia nas regiões Norte e Nordeste do Brasil. Ao obter a carteira de advogada, passou a oferecer assistência jurídica para pessoas LGBT, em ações pro bono.
Foi a primeira a usar o nome social nos registros da OAB e, posteriormente, alterou oficialmente seu nome no registro civil.

### Grupo Robeyoncé de Pesquisa-Ação
Quando era aluna do curso de Direito na UFPE, Robeyoncé participou de um "Grupo de Pesquisa-Ação" instalado no âmbito do Centro de Ciências Jurídicas da instituição, cujo objetivo era desenvolver pesquisa teórica acerca de debates contemporâneos sobre teoria crítica (Escola de Frankfurt), direito, gênero e temática LGBTQIA+, bem como investigar o potencial emancipatório das demandas apresentadas por esses grupos sociais, de modo a propor estratégias de intervenção pela via jurídica em defesa das populações marginalizadas.
Em 2018, dois anos após a formatura de Lima, os participantes mudaram o nome do grupo para "Grupo Robeyoncé de Pesquisa-Ação", em homenagem à trajetória da ex-membra.

## Ativismo e política institucional

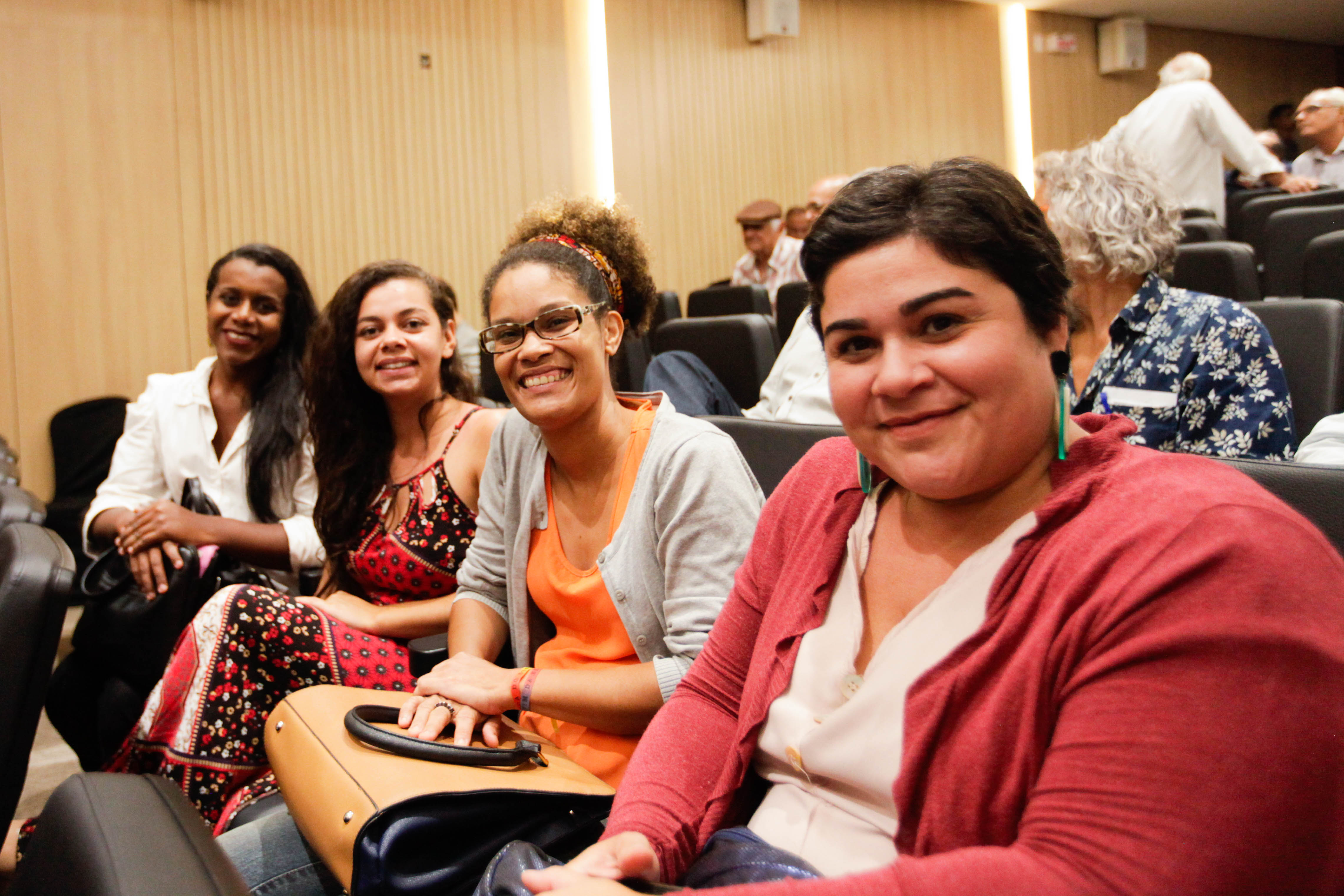
Robeyoncé (esquerda) e demais membras do Coletivo Juntas na ALEPE (2019).

### Mandato Coletivo Juntas
Em 2018, lançou-se em campanha como membra da chapa coletiva Juntas, encabeçada por Jô Cavalcanti, titular empossada como deputada estadual na Assembleia Legislativa de Pernambuco após receber 39 mil votos. Em razão do êxito da candidatura coletiva no pleito, Robeyoncé foi descrita como a primeira mulher trans a integrar um mandato coletivo estadual.
Ainda que não tenha sido oficialmente diplomada como deputada, Robeyoncé foi tratada como "codeputada" pela imprensa e, no curso do mandato coletivo, declarou que concentraria esforços para melhorar a segurança pública de Pernambuco, de modo a garantir a integridade das pessoas LGBTQIA+ e, em especial, a defesa das pessoas trans e travestis.
Após a posse, o coletivo buscou construir políticas públicas voltadas às mulheres, às pessoas LGBTQIA+ e aos movimentos sociais de Pernambuco. As decisões do mandato foram pautadas pelas cinco integrantes, representadas na figura de Jô Cavalcanti, que presidiu a Comissão de Direitos Humanos e Participação Popular da ALEPE com o objetivo de fortalecer políticas antidiscriminatórias.

### Críticas a Jair Bolsonaro e à transfobia
Em 2019, Robeyoncé manifestou-se contra os comentários discriminatórios de Jair Bolsonaro sobre minorias sexuais e a "intensificação da opressão" que teve lugar desde a ascensão do ex-presidente ao cargo. Questionada sobre os comentários pejorativos dos quais era alvo nas redes sociais, Lima respondeu que estes demonstram a banalização da violência contra pessoas trans, situação que não produz impacto em parte dos indivíduos da sociedade.
Em entrevistas, Lima destacou que o Brasil ocupa o topo do ranking de agressões e mortes contra pessoas trans há mais de 10 anos e que uma das formas para combater a discriminação contra as pessoas trans é o fortalecimento da educação:
| “                                | Por meio da educação, a gente vai começar a ser vista e visto como pessoas normais. O que a gente mais quer é o direito de ser [...] | ” |
| — Robeyoncé Lima, Agência Brasil | |   |

### Repercussão internacional e fundação doGlobal Equality Caucusnas Nações Unidas
Em 21 de junho de 2019, na sede das Nações Unidas em Nova Iorque, Robeyoncé foi uma das fundadoras do Global Equality Caucus, rede internacional de parlamentares engajados no combate à discriminação contra pessoas LGBTQIA+. Junto a uma delegação de membros do poder legislativo de diversos países, Lima assinou a "Declaração de Nova Iorque" em prol dos direitos das minorias.
Dado o impacto do trabalho como ativista, Robeyoncé foi convidada pela mídia internacional para conceder entrevistas acerca dos temas que defende.
A trajetória e as falas de Lima foram repercutidas por diferentes veículos sediados no exterior, a exemplo da revista estadunidense Ms. Magazine, da agência Reuters e do jornal argentino La Nación.

### Vice-presidenta da Comissão Especial da Verdade sobre a Escravidão Negra no Brasil
Em junho de 2022, Lima foi empossada como vice-presidenta da Comissão Especial da Verdade sobre a Escravidão Negra no Brasil, instituída pela seccional da OAB em Pernambuco. O objetivo da comissão é discutir as responsabilidades dos fatos que tiveram lugar durante a escravidão, como forma de subsidiar e fortalecer políticas públicas de equidade racial.

### Candidatura a deputada federal
Nas eleições de 2022, candidatou-se a deputada federal por Pernambuco, obtendo cerca de 80 mil votos. Lima não foi eleita em razão do quociente eleitoral. Durante a campanha, Robeyoncé levantou pautas como a luta contra o racismo, machismo, LGBTfobia, direitos da classe trabalhadora, entre outras bandeiras.